# Kwanchai Suklom
Kwanchai Suklom (tiếng Thái: ขวัญชัย สุขล้อม, sinh ngày 12 tháng 1 năm 1995), là một cầu thủ bóng đá người Thái Lan thi đấu ở vị trí thủ môn cho câu lạc bộ Giải bóng đá Ngoại hạng Thái Lan PT Prachuap.

## Danh hiệu

### Câu lạc bộ
Buriram United
- Giải bóng đá Ngoại hạng Thái Lan (1): 2017